# Percoto
Percoto (Percût in Friulano) è una frazione di Pavia di Udine, in provincia di Udine.

## Origine del nome
Il nome Percoto, in Friulano Percût, deriva dallo sloveno prehod ("passaggio", "guado"). La citazione più antica finora nota risale al 1184 (Percoto).

## Monumenti e luoghi d'interesse
Tra i punti di interesse vanno ricordati la casa quattrocentesca nota come Colombera, la chiesa di San Martino vescovo, la villa Della Frattina-Caiselli e la caratteristica casa Pozzo. Non va dimenticata poi villa Kechler, presso la quale soggiornarono diverse personalità di spicco, tra cui lo scrittore statunitense Ernest Hemingway.

## Economia
A Percoto ha sede la distilleria Nonino, famosa per la produzione di grappe di alta qualità.